# دانيال برينت
دانيال برينت (بالإنجليزية: Daniel Brent)‏ هو دبلوماسي وسياسي أمريكي، ولد في 1770، وتوفي في 31 يناير 1841.